# 동부주 (사우디아라비아)
동부주(아랍어: الشرقية)는 사우디아라비아 동부에 위치한 주로, 사우디아라비아에서 면적이 가장 큰 주이다. 페르시아만 연안에 위치하고 있으며 이라크, 쿠웨이트와 카타르, 아랍에미리트, 오만, 예멘과 국경을 맞대고 있다. 주도는 담맘이며 면적은 710,000km2, 인구는 3,360,157명(2004년 기준)이다. 시아파 신도가 많은 주이다.

## 같이 보기
- 사우디아라비아의 도시 목록
- 사우디아라비아의 주